# Jiang Hong
Jiang Hong (江洪S, Jiāng HóngP; Shanghai, 19 giugno 1967) è un ex calciatore cinese, di ruolo portiere.

## Palmarès

### Club

#### Competizioni nazionali
- Coppa della Cina: 1

Bayi: 1990